# Акер, Петра
Петра Акер (англ. Petra Acker; род. 6 мая 1993 года, Клифтон-Парк, штат Нью-Йорк) — американская конькобежка; чемпионка США в многоборье и на дистанции 5000 м, 9-кратная призёр чемпионата США.

## Биография
Петра Акер начала кататься на коньках, после того как увидела своего деда Говарда Ганонга, который гонял по льду. Он был бывшим двукратным чемпионом штата Коннектикут по конькобежному спорту и выиграл пять национальных титулов в возрастных группах в шорт-треке. В возрасте 8 лет Петра обучалась дома и должна была выполнять требования по физическому воспитанию, поэтому дедушка нашёл коньки и отвёл её на хоккейный каток в городе Трой, недалеко от дома её семьи.
Она стала 2-кратной чемпионкой страны и 3-кратной чемпионкой Северной Америки по шорт-треку в своей возрастной группе. В 2010 году участвовала на чемпионате мира среди юниоров по шорт-треку. В 2008 и 2010 годах выиграла чемпионат США среди юниоров по конькобежному спорту в многоборье. Акер начала тренироваться под руководством Кейси Уэджера, а позже перешла к Полу Маркезе из клуба Саратога. В сезоне 2008/09 дебютировала на юниорском чемпионате мира и в октябре 2009 года участвовала в олимпийском отборе, но не смогла квалифицироваться на олимпиаду 2010 года.
В декабре 2010 года, будучи старшеклассницей, Акер выиграла женский чемпионат США по многоборью и на дистанции 5000 м, а 2011 году, после окончания средней школы переехала в Милуоки, где стала тренироваться под руководством Кипа Карпентера. В феврале 2012 года Петра в третий раз стала чемпионкой США в многоборье среди юниоров. Несколько месяцев спустя, во время велопробега с товарищем по команде, её сбила машина. Она получила сотрясение мозга и сломала ключицу, а также сломала левую плечевую кость в двух местах.
Два месяца у неё ушло на восстановление, но уже в декабре 2012 года на чемпионате США в Солт-Лейк-Сити она побила свой рекорд в беге на 3000 метров с результатом 4:13,94 сек. Тогда она впервые заняла 3-е место в многоборье и квалифицировалась Кубок мира и на чемпионат мира в классическом многоборье в Хамаре, на котором в феврале 2013 года заняла 22-е место. В ноябре 2013 года её дедушка скончался в возрасте 85-х лет из-за болезни лёгких.
В конце декабря на олимпийском отборе Акер заняла 4-е место на дистанции 3000 м и не прошла квалификацию на игры 2014 года. Это сломило её дух и она полтора года боролась сама с собой. Она уехала из Юты обратно домой, чтобы сделать перерыв в спорте. Вернувшись в сезоне 2015/16 сразу же попала на подиумы чемпионата США на дистанциях 1500 и 3000 м, а через год ещё и стала 2-й в сумме многоборья и забеге на 5000 м.
В 2017 году она участвовала на чемпионате мира на отдельных дистанциях в Канныне. 10 февраля на катке Gangneung Oval во время командной гонки среди женщин американские спортсменки с результатом 3.04,01 (+8,16) заняли шестое место. В сезоне 2017/18 Акер не прошла сначала отбор на чемпионат мира в Солт-Лейк-Сити, а позже в Милуоки и на олимпиаду 2018 года, заняв 3-е место в забеге на 3000 и 2-е место на 5000 м. После этого завершила карьеру спортсменки.

## Личная жизнь и семья
Петра Акер 9 июня 2001 года получила вместе с семьёй награду «Гражданин года» за служению местному и мировому сообществу. Её отец Дональд Акер, инженер-строитель по профессии, служит мировому сообществу в течение 20 лет и мать Синди провели около 9 лет в Танзании, наблюдая за модернизацией разбросанных островов в районе озера Виктория. Семья Акер отправилась в Уганду в 1999 году, чтобы построить детский дом. Синди Акер и дочь Петра помогали в приюте, работая с детьми из AID’s. В июне 2010 года Петра отправилась на Гаити, где работала в приюте и занималась миссионерской деятельностью. 28 июня 2016 года умер отец Петры Дональд Акер, а 22 января 2019 года скончалась её бабушка Рут Ганонг.